# Flinder Boyd
Flinder Boyd (San Francisco, 12 febbraio 1980) è un ex cestista statunitense naturalizzato britannico, professionista in Europa.

## Carriera
Con la Gran Bretagna ha disputato i Campionati europei del 2009.